# さくどり

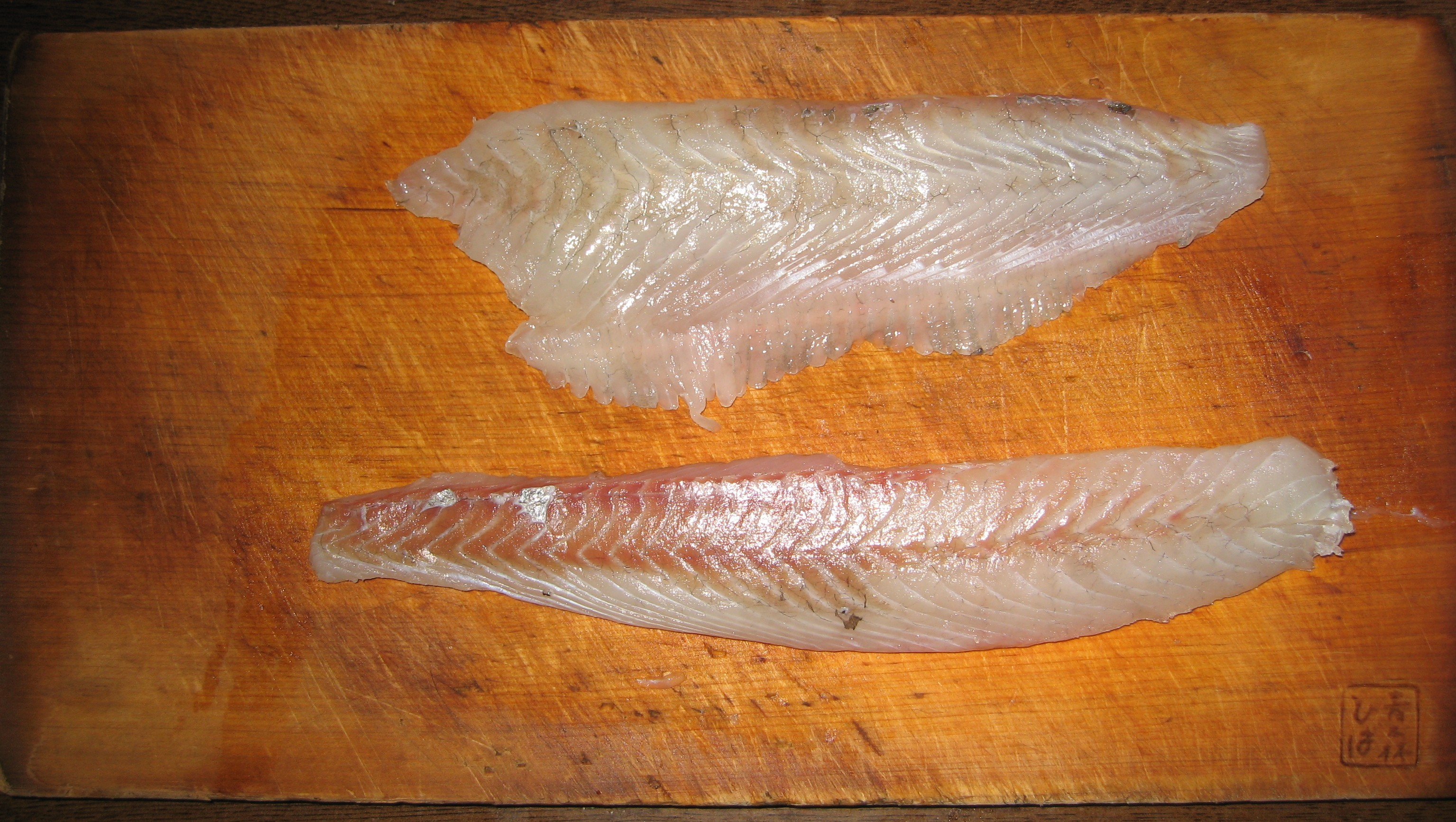
ヒラメ（上）とスズキ（下）のさくどり

さくどり (柵取り、冊取り) は、刺身や寿司にするために、魚の身を切り分けること。木取りともいう。切り分けられた身それ自体もさくどりやさくとよばれる。
三枚おろしにした身から、腹骨と血合骨を取り除き、皮を取り除く。大きい魚の場合は血合肉の上下で切り分け、節としたもの。さらに大きいマグロでは赤身やトロなど部位によって切り分ける。